# Aphrastura spinicauda subantarctica
El rayadito subantártico (Aphrastura spinicauda subantarctica), es un ave paseriforme de la familia Furnariidae.
Su tratamiento taxonómico es discutido: fue descrita como especie nueva para la ciencia recién en el año 2022, a partir de ejemplares capturados en el año 2017. El equipo que participó en su descubrimiento y descripción la propuso como una nueva especie (que formaría parte del género Aphrastura), debido a divergencias respecto de Aphrastura spinicauda tanto en lo genético, morfológico como ecológico. Desde su descubrimiento, ha sido reconocido por diversas autoridades taxonómicas como subespecie de A. spinicauda, en tanto no sea formalmente evaluado por el Comité de Clasificación de América del Sur. Es endémico de las islas Diego Ramírez, Chile, el punto más austral de todo el continente americano

## Distribución y hábitat
La nueva especie habita exclusivamente en las islas Diego Ramírez, cerca de 100 km al suroeste del cabo de Hornos, separadas del continente sudamericano por uno de los mares más hostiles del mundo, en la sección norte del pasaje de Drake, con condiciones climáticas muy duras y de difícil acceso desde el continente. El archipiélago se compone de islotas, rocas y arrecifes con un área total de 79 ha. La formidable barrera geográfica y la pequeña superficie deben limitar severamente la migración a las islas, de esta forma promoviendo el surgimiento de una fauna con características zoogeográficas propias. Diferentemente de las otras dos especies de Aphrastura que habitan casi exclusivamente en áreas boscosas y sus bordes, la presente especie habita en herbazales tussok (Poa flabellata), la única vegetación presente en las islas, totalmente desprovistas de árboles o arbustos.

## Estado de  conservación
Debido a la pequeña área de las islas y a la llegada potencial de mamíferos exóticos depredadores, se vuelve crucial la protección de la nueva especie endémica de una eventual extinción. El archipiélago, que agrupa las islas más australes del continente americano, está actualmente libre de especies exóticas invasoras, por lo que se deben tomar medidas para impedir la entrada de depredadores tales como ratones (Rattus rattus), gatos domésticos (Felis catus), y el visón americano (Neovison vison), que ya está presente en otras islas de la Reserva de la Biosfera del Cabo de Hornos.

## Sistemática

### Descripción original
Fue descrito como especie, bajo la nomenclatura A. subantarctica, por primera vez por los ornitólogos chilenos Ricardo Rozzi, Claudio S. Quilodrán, Esteban Botero-Delgadillo,  Ramiro D. Crego, Constanza Napolitano, Omar Barroso, Juan Carlos Torres-Mura y Rodrigo A. Vásquez en agosto de 2022 bajo el mismo nombre científico; su localidad tipo es: «isla Gonzalo, archipiélago Diego Ramírez, Región de Magallanes y de la Antártica Chilena, Chile, 56.52141° S 68.71647° W»; el holotipo, un macho adulto, capturado el 22 de julio de 2017 por O. Barroso y J.C. Torres-Mura, se encuentra depositado en el Museo Nacional de Historia Natural, en Santiago, Chile, bajo el número MNHNCL/AVE 5439.

### Etimología
El nombre genérico femenino «Aphrastura» se compone de las palabras del griego «αφραστος aphrastos» que significa ‘maravilloso’, y «ουρα oura» que significa ‘cola’; y el nombre de la especie «subantarctica» proviene del latín moderno subantarcticus que significa ‘cercano a la Antártida’ o ‘casi antártico’.

### Taxonomía
La existencia de una población de Aphrastura en las islas, supuestamente A. spinicauda, ya era conocida; sin embargo las condiciones del hábitat, el aislamento geográfico y las características comportamentales levantaron la sospecha de que se tratase de un taxón diferente. Las evidencias genéticas, morfológicas (pico mayor, tarso más largo, cola más corta y masa corporal mayor) y comportamentales (se mueven en cortas distancias a nivel del suelo y nidifican en agujeros en el suelo y no en cavidades en los árboles) demostradas en la descripción científica de la especie, confirmaron tratarse de una especie diferente. Aun así, actualmente es tratado de forma tentativa como una subespecie de A. spinicauda, en tanto una evaluación formal por parte de las autoridades taxonómicas del continente sudamericano.